# Национальная система платёжных карт
Национальная система платёжных карт (НСПК) — операционный и платёжный клиринговый центр для обработки операций по банковским картам внутри России, оператор национальной платёжной системы «Мир», операционный и платёжный клиринговый центр Системы быстрых платежей (СБП).
АО НСПК на 100 % принадлежит Центральному банку Российской Федерации.

## История
В марте 2014 года, после того как США ввели санкции против России в связи с аннексией Крыма, международные платёжные системы Visa и MasterCard второй раз в истории остановили обслуживание карт нескольких российских банков в торговых точках и банкоматах международной сети.
Была начата подготовка поправок в Федеральный закон «О национальной платёжной системе» с целью инфраструктурно и информационно замкнуть процесс осуществления денежных переводов внутри России.
23 июля 2014 года было создано акционерное общество «Национальная система платёжных карт» (АО НСПК), перед которым были поставлены две задачи:
- Создание операционного и клирингового центра для обработки внутрироссийских операций по картам международных платёжных систем;
- Выпуск и продвижение национальной платёжной карты[5].

Генеральным директором АО НСПК был назначен Владимир Комлев, ранее возглавлявший АО «Компания объединённых кредитных карточек» (UCS), который покинул свой пост в январе 2024 года. 
С апреля 2015 года все внутрироссийские транзакции MasterCard полностью переведены на процессинг НСПК.
Карты международных платёжных систем заработали на территории Крыма.
В июне 2015 года произошёл окончательный перевод всех внутрироссийских транзакций Visa на обработку в НСПК.
НСПК подписала несколько соглашений о совместном выпуске кобейджинговых карт с международными платёжными системами:
- 19 июня 2015 года — с MasterCard по картам системы Maestro[11];

- 7 июля 2015 года — с японской системой JCB[12].

- в июле 2015 — с американской системой American Express[13].

15 декабря 2015 года НСПК объявила о выпуске первых карт «Мир» семью российскими банками.
В 2017 году Национальная система платёжных карт вошла в состав Совета по стандартам безопасности данных индустрии платёжных карт (PCI SSC).
В 2022 году из-за вторжения России на Украину Visa, Mastercard и American Express приостановили свою работу в России, в результате чего:
- карты данных систем, выпущенные российскими банками, не работают за границей и на сайтах зарубежных интернет-магазинов;
- карты данных систем, выпущенные зарубежными банками, не работают в России.

Однако на территории России продолжают работать карты Visa, Mastercard и American Express, выпущенные российскими банками. Это возможно благодаря тому, что транзакции по ним обрабатываются Национальной системой платёжных карт.
По итогам 2022 года чистая прибыль НСПК по РСБУ выросла в 2,58 раза, составив 25,3 млрд рублей. Выручка компании к концу года равнялась 50,3 млрд рублей, активы — 69,8 млрд рублей. НСПК также выплатила в 2022 году своему единственному акционеру — Банку России — дивиденды на сумму 4,9 млрд рублей, что на 805 млн рублей больше, чем годом ранее.
С момента основания компании до конца 2023 года генеральным директором НСПК являлся Владимир Комлев. 1 января 2024 года он покинул пост. 29 мая 2024 года стало известно, что новым главой НСПК станет Дмитрий Дубынин, такое решение принято национальным финансовым советом ЦБ РФ.
В июне 2024 года стало известно, что ЦБ РФ совместно с несколькими российскими банками запустил пилотный проект по внедрению универсального платежного QR-кода на базе инфраструктуры НСПК.  
В октябре 2024 года НСПК презентовала собственное платёжное технологическое решение «Волна». Оно позволит оплачивать покупки бесконтактным способом пользователям смартфонов на базе Android и iOS через Bluetooth. Решение может быть встроено в платёжный сервис или мобильное банковское приложение. Является частью приложения СБПэй.

## Деятельность
| Год  | Выручка, млрд руб. | Чистая прибыль, млрд руб. | Источники |
| ---- | ------------------ | ------------------------- | --------- |
| 2015 | 2,61               | 1,21                      | [ 28 ]    |
| 2016 | 6,21               | 2,88                      | [ 29 ]    |
| 2017 | 7,9                | 3,3                       | [ 30 ]    |
| 2018 | 11,8               | 4,7                       | [ 31 ]    |
| 2019 | 16,2               | 5,6                       | [ 32 ]    |
| 2020 | 22,2               | 8,2                       | [ 33 ]    |
| 2021 | 29,4               | 9,9                       | [ 34 ]    |
| 2022 | 50,3               | 25,3                      | [ 21 ]    |

### Взаимодействие с международными платёжными системами
С июня 2015 года все банки — прямые участники международных платёжных систем (МПС) — отправляют все внутрироссийские авторизационные запросы и осуществляют обмен клиринговыми сообщениями по картам международной платёжной системы Visa через операционный и платёжный клиринговый центр (ОПКЦ) НСПК.
С 1 апреля 2015 года операции всех банков по картам МПС MasterCard осуществляются через процессинг НСПК.
В июле 2015 года АО «НСПК» и MasterCard заключили соглашение о выпуске кобейджинговых карт под брендами «Мир» и Maestro. В декабре 2015 года карты «Мир»-Maestro выпустил Газпромбанк.
НСПК в качестве третьего процессора планирует реализовать необходимые бизнес-процессы с другими платёжными системами (JCB, American Express).
В сентябре 2016 года российская «Национальная система платёжных карт» и китайская платёжная система Union Pay договорились о выпуске совместных банковских карт. Соответствующее соглашение подписано 14 сентября в Шанхае, а первые карты были выпущены в июле 2017 Россельхозбанком
На рынке есть ряд кобейджинговых карт Мир-JCB. Такие карты выпускает Газпромбанк, Россельхозбанк, Алмазэргиэнбанк, Дальневосточный банк.

## Платёжная система «Мир»
В апреле-мае 2015 года в ходе всероссийского творческого конкурса были выбраны название и логотип национальной платёжной системы — «Мир».
Окончательный вариант логотипа, доработанный агентством Plenum Brand Consultancy, был представлен 16 июля 2015 года.
В октябре 2015 года на сайте НСПК были опубликованы правила и тарифы ПС «Мир». По сообщению центрального банка РФ, в них предусмотрены более низкие цены, по сравнению с МПС, а также отсутствие комиссии за внутрибанковский оборот
.
Открытая эмиссия карт платёжной системы «Мир» началась 15 декабря 2015 года. Первыми банками-эмитентами стали Газпромбанк, МДМ банк, РНКБ, банк «Россия», Связь-банк, МИнБанк, СМП банк.
По состоянию на февраль 2023 года к платёжной системе «Мир» присоединились 233 банка, 158 из которых выступают эмитентами платёжных карт.
По итогам второго квартала 2023 года в России было выпущено 228,4 млн карт «Мир».

## Мобильный сервис MirPay
4 марта 2019 года платёжная система «Мир» запустила в России мобильный сервис бесконтактной оплаты Mir Pay, воспользоваться которым могут обладатели любых смартфонов на Android (начиная от версии 6.0) с поддержкой технологии NFC.

## Система быстрых платежей
НСПК является операционным и платёжным клиринговым центром Системы быстрых платежей (СБП). Сама система была запущена в России 28 января 2019 года. В оффлайн- и онлайн-магазинах россияне начали использовать СБП также в 2019 году. Практически одновременно начались первые оплаты через СБП в различных сервисах.

## «Волна»
В октябре 2024 года НСПК представила прототип решения для оплаты покупок, совершаемых пользователями смартфонов на платформах Android и iOS. Использование технологии предполагает наличие у продавцов новых типов платёжных терминалов, обеспечивающих связь со смартфоном через Bluetooth Low Energy. Утверждается, что «Волна» сможет обеспечить безопасную оплату даже при отсутствии интернета. Как достоинство рекламируется возможность проведения транзакций при значительном удалении смартфона от терминала. 

## Санкции
Минфин США выпустил предупреждение о том, что будет вводить санкции в отношении банков и компаний, продолжающих сотрудничать с НСПК. Те финансовые организации, которые заключают соглашения с НСПК, «рискуют поддержать усилия России по обходу санкций США», говорится в сообщении ведомства. Первый глава НСПК Владимир Комлев находится под персональными санкциями США.
23 февраля 2024 года НСПК включён в блокирующий санкционный список США, так как центр «отвечает как за внутрироссийские транзакции, так и за международные. Он помогает РФ обходить санкции и сохранять связь с международной финансовой системой». Ранее, осенью 2022 года, под американские санкции попал гендиректор НСПК Владимир Комлев.